# مدرسه باقریه
مدرسه باقریه یا سمیعیه از مدارس حوزه علمیه مشهد است که در دوران صفوی ساخته شده‌است. طبق کتیبه سردر مدرسه، در ابتدا با انتساب به ملا محمد سمیع، صاحب کتاب کفایه و پول و اهتمام، بنیانگذار مدرسه، سمیعیه نام داشته و احداث آن براساس سنگ نوشته ان، در سال ۱۰۵۱ ه‍.ش (۱۰۸۳ه‍.ق)، در دوران شاه سلیمان اول صفوی صورت گرفته‌است. اما برخی محققان اعتقاد دارند که مدرسه پیش از این تاریخ ساخته شده و در سال ۱۰۵۱ ه‍. ش، محمدباقر سبزواری تعمیر و بازسازی ان را انجام داده‌است. این مدرسه، به علت حضور و تدریس محقق سبزواری و وقف املاک و کتاب به این مدرسه، ابتدا به ملامحمدباقر و سپس به مدرسه باقریه شهرت یافته‌است. محقق سبزواری از معدود علمایی است که مبادرت به ساخت مدرسه و وقف آن کرده باشد

## در سیاحتنامه‌ها و سخنرانی‌ها
- جیمز بیلی فریزر ـ سیاح انگلیسی ـ که در حدود سال ۱۲۰۴ ش (۱۲۴۰ ه‍.ق) به ایران آمده‌است از این مدرسه با هشتاد تا نود طلبه به عنوان مدرسه ای سازمان یافته یاد می‌کند. [۳] (تولیت مدرسه به عهده میرزا محمدرحیم دوم شیخ الاسلام بوده)
- فاضل بسطامی ـ مؤلف فردوس‌التواریخ در سال ۱۲۶۳ ش (۱۳۰۱ ه‍.ق) ـ این مدرسه را از نظر مدرّسان، کارگزاران و طلاّبی که شب و روز به تعلیم و تعلّم اشتغال دارند بی نظیر می‌داند.[۴] (تولیت مدرسه به عهده میرزا محمدرحیم سوم شیخ الاسلام بوده)
- سخنرانی سید علی خامنه‌ای و اشاره به محقق سبزواری و مدرسه باقریه در تاریخ ۱۹ مهر ۱۳۹۱ در جمع طلاب

## موقوفات مدرسه
موقوفاتی که برای ادامه کار مدرسه تعیین شده بود شامل: دو قطعه زمین با دو میهمانخانه که اعیان ان دو با قرارداد اجاره به افرادی واگذار شده بود تا پس از ۱۵ سال بلاعوض در اختیار مدرسه قرار گیرد. دو باب منزل که بعداً به صورت مسافرخانه به اجاره واگذار شده بود و ۲۷ باب دکان در اطراف مدرسه. درآمد موقوفات بر اساس وقفنامه پس از کسر مخارج تعمیرات بدین ترتیب مصرف می‌شده‌است: ۰٫۱ به عنوان حق‌التولیه و ۰٫۳ برای خیرات (مرثیه خوانی و اطعام فقرای اثنی عشری به اختیار متولی) و ۰٫۶ برای روشنائی و نظافت و حقوق طلاب و خادم.

## تولیت مدرسه
تولیت مدرسه به عهده اولاد و نوادگان واقف ملا محمد باقر سبزواری بوده‌است که شامل:
- میرزا علی اکبر شیخ الاسلام و حاج میرزا علی شیخ الاسلام

فرمان تولیت از طرف مظفرالدین‌شاه قاجار در سال ۱۲۸۴ ه‍.ش (۱۳۲۳ ه‍.ق) در تأیید تولیت حاج میرزا علی اکبر شیخ الاسلام و برادرش حاج میرزا علی
الملک لله
السلطان مظفرالدین شاه قاجار
چون مطابق فرامین مطاعه و احکام شرعیه متعدده و حکم جناب مستطاب شریعتمدار آقای نجفی و وقف نامه صحیحه معتبره و اجاره نامحه‌های مشروحه ایکه ارئه شد، تولیت اوقاف مرحوم ملا محمد باقر سبزواری واقعات در حاشیه خیابان علیای ارض اقدس رضوی و غیره قدیما و حدیثا بر حسب قرارداد واقف با سلسله شیخ الاسلام اصفهان که از اولاد واقف هستند عقبا بعد عقب و نسلا بعد نسل بوده‌است و اکنون نوبت تولیت بجنابان مستطابان شریعتمابان حاج میرزا علی اکبر شیخ الاسلام و حاج میرزا علی برادر معزی الیه که از اولاد واقف هستند رسیده که باید منافع وارده موقوفات مزبوره پس از وضع مخارج در ده سهم منقسم شود یک سهم ان حق‌التولیه است که باید متولی هر عصری ببرد و سه سهم از نه سهم دیگر اختیار ان با متولی هر عصری است در وجوه خیرات بطوری که نظر او شرعاً اقتضا نماید صرف کند و شش سهم دیگر باید بهر قسم که متولی شرعی صلاح داند صرف امور مدرسه واقف واقع در همان خیابان بالی مشهد مقدس شود. لهذا تاکیدا الاحکام السلف والخلف بموجب این ملفوفه قدیر مالوفه امر و مقرر می فرمائیم که امر تولیت کماکان با جنابان مستطابان شریعتمابان حاج میرزا علی اکبر شیخ الاسلام و حاج میرزا علی برادر اوست احدی حق مزاحمت و مداخله و تصرفی وجها من الوجوه ندارد. منافع مو قو فات مزبوره بدون تخلف و تغییر باید در ده سهم مسطور منسهم شود و به مصارف مقرر برسد مقرر آنکه حکام حال و استقبال مملکت خراسان از قرار این ملفوفه فرمان مبارک و به دلیل وقف نامه در مدخول سنواتی رفتار نموده تخلف و انحراف را جایز نشمارند حسب المقرر مرتب دانسته در عهده شناسند. فی شهر ذی الحجه الرحرام
- اخرین متولی مدرسه، میرزا عبداللّه (اقا میرزا) شیخ الاسلام فرزند میرزا علی اکبر بود. نماینده ایشان: اقای مظفری، کارمند بازنشسته  اداره فرهنگ بود که مدیریت امور مدرسه  را بر عهده داشت

## کتابخانه مدرسه
کتابخانه شامل یک سالن قرائت به ابعاد ۷ در ۸ و یک مخزن کتاب در حدود ۶ در ۸ متر مربع می‌باشد ودر حدود ۴۰۰ جلد نسخه خطی (که نگارنده آقای محمد فاظل در سال ۱۳۵۲ مشغول تهیه فهرست آنها بوده) و همچنین ۵۸۰ جلد چاپی می‌باشد. کتابها در قفسه‌های فلزی با شیشه متحرک قرار گرفته بودند و بسیار خوب نگهداری می شدتد. وقفنامه ای در حاشیه یکی از کتابهای خطی کتابخانه است که در ان شیخ محمد رحیم (از متولیان مدرسه باقریه) نیمی از درآمد تیمچه مرحوم حا جی ملا محمد حسن صدر واقع در فلکه حضرت مشهد را وقف خرید کتاب و توسعه کتا بخانه مدرسه می‌کند.
متن وقفنامه
بسمه تعالی
چون نصف از کل یکدربند تیمچه مرحوم حاجی ملا محمد حسن صدر الحفاظ را عالی جناب ثقه الانام حجته الاسلام آقای شیخ محمد رحیم ادام الله ظله العالی وقف فرمودند بر کتابخانه مبارکه مرحوم خلد آشیان جنت مکان علامه سبزواری اعلی الله مقامه که هر چه از منافع تعمیر کتب زیاد اید متولی تیمچه مزبور کتاب ابتیاع نمایدد و وقف مدرسه مزبور نماید … 

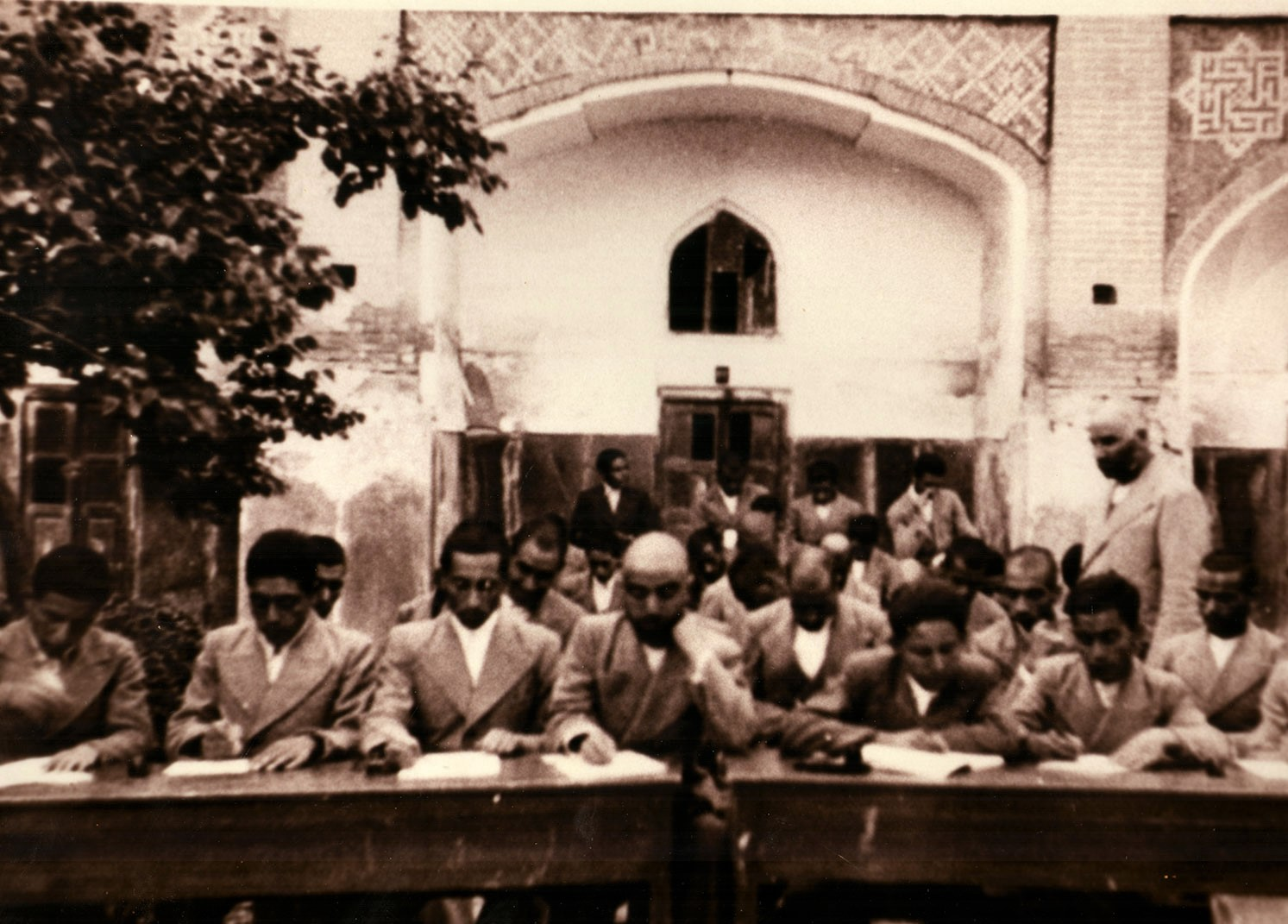
طلاب مدرسه باقریه مشهد در حدود سال 1306 ه ش

## دانش اموختگان
- سید علی از اجداد سید علی سیستانی[۷]
- محمدابراهیم آیتی نویسنده و مترجم و مورخ ایرانی [۸]

## مرمت و نوسازی
نوسازی اولیه مدرسه در سال ۱۰۵۱ ه‍.ش (۱۰۸۳ه‍.ق)، به همت محقق سبزواری و به دست میر عبدالحسین اصفهانی و حاج محمد شفیع اصفهانی انجام گرفت. سپس در در سال ۱۳۴۶ ه‍.ش اداره اوقاف، مدرسه را دوباره بازسازی کرد و در سال ۱۳۵۰ ه‍.ش با حفظ معماری اولیه اش، با ۳۴ حجره، یک کتابخانه شامل مخزن و سالن مطالعه، چهار اتاق برای امور دفتری و نگهبانی و آبدارخانه بازگشایی کرد. مدرسه باقریه واقع در خیابان نادری (شیرازی) و قبل از مدرسه‌های حاج حسن و نوّاب واقع بود. ساختمان آن در چهار طرف زمین، در دو طبقه بنا شده بود و جلو هر اتاق یک ایوان داشت. در وسط حیاط مدرسه نیز یک حوض بزرگ و چهار باغچه بود

## مدرسه در دوران پهلوی
پس از  واقعه کشف حجاب و محدودیت‌هایی که رضا شاه برای روحانیان ایجاد کرد، اداره اوقاف مدرسه را در اختیار اداره فرهنگ قرار داد تا دانش‌آموزان در آن مشغول تحصیل شوند، اما پس از برکناری رضا شاه با تلاش میرزا احمد کفائی، فرزند ملامحمد کاظم خراسانی، مدرسه مجدداً به طلاّب علوم دینی واگذار شد.
در سال ۱۳۵۴ه‍. ش، به دلیل طرح توسعه اطراف حرم امام رضا، این اثر تاریخی که هنوز چند سالی از بازسازی آن نگذشته بود، کلاً تخریب شد و مدرسه و تمامی موقوفات آن به فضای سبز اطراف حرم تبدیل شد.